# Devant lui tremblait tout Rome
Pour plus de détails, voir Fiche technique et Distribution.
Devant lui tremblait tout Rome (Avanti a lui tremava tutta Roma) est un melodramma strappalacrime italien réalisé par Carmine Gallone et sorti en 1946. C'est une adaptation contemporaine de l'opéra Tosca de Giacomo Puccini.
Le film a réuni 4,8 millions de spectateurs en salles, se plaçant à la 5e position du box-office Italie 1946.

## Synopsis
Ada et Marco sont deux chanteurs d'opéra, petits amis et collègues de travail. Ils font partie de la résistance romaine pendant l'occupation allemande de la capitale. Marco cache un parachutiste anglais dans le sous-sol de sa villa de campagne, qui garde la communication avec les Alliés. Les mouvements de Marco à l'intérieur et à l'extérieur de la villa éveillent les soupçons d'Ada. Pensant à une trahison de son fiancé, elle s'adresse à un officier allemand qui, découvrant la vérité, fait encercler le théâtre afin d'arrêter Marco.
Pendant ce temps, une représentation de la Tosca de Giacomo Puccini a lieu au théâtre ; les Allemands décident d'attendre la fin de l'opéra avant de procéder à des arrestations. À partir de ce moment, l'opéra et les événements réels s'entrecroisent jusqu'à la fusillade de Marco (Cavaradossi), que les machinistes font fuir par une trappe. Le film se termine avec l'arrivée des Alliés.

## Fiche technique
- Titre français : Devant lui tremblait tout Rome[1]
- Titre original italien : Avanti a lui tremava tutta Roma[2]
- Réalisateur : Carmine Gallone
- Scénario : Carmine Gallone, Gherardo Gherardi, Gaspare Cataldo (it)
- Photographie : Anchise Brizzi
- Montage : Niccolò Lazzari
- Musique : Giacomo Puccini, dirigé par Luigi Ricci sous la supervision de Renzo Rossellini
- Décors : Gastone Medin
- Production : Nicola Naracci, Angelo Mosco, Ignazio Luceri
- Sociétés de production : Excelsa Film
- Pays de production :  Italie
- Langue originale : italien
- Format : Noir et blanc - 1,37:1 - Son mono - 35 mm
- Durée : 88 minutes
- Genre : Melodramma strappalacrime
- Dates de sortie :
  - Italie : 2 octobre 1946
  - France : 5 mai 1948[1]

## Distribution
- Anna Magnani : Ada / Tosca
- Gino Sinimberghi : Marco / Cavaradossi
- Tito Gobbi : Scarpia
- Edda Albertini : Lena
- Hans Hinrich
- Heinrich Bode
- Ave Ninchi
- Joop van Hulzen
- Carlo Duse
- Guglielmo Sinaz (en)
- Guido Notari
- Tino Scotti
- Antonio Crast